# Winnipeg Jets (1972)
I Winnipeg Jets sono stati una squadra di hockey su ghiaccio con sede a Winnipeg, nella provincia canadese del Manitoba. Esordirono nella World Hockey Association (WHA) nel 1972, trasferendosi nella National Hockey League (NHL) nel 1979, in seguito al fallimento della WHA. A causa di problemi finanziari nel 1996 la franchigia fu trasferita a Phoenix, in Arizona, dove diventarono i Phoenix Coyotes. Dal 2011 è nata una nuova squadra, anch'essa chiamata Winnipeg Jets, militante in NHL.

## Storia

### L'era WHA (1972-1979)
Mentre all'inizio degli anni 1970 la NHL raggiunse le 16 squadre, portando nuove franchigie in città statunitensi desiderose di avere una squadra di hockey, come Atlanta, Oakland e Los Angeles, la World Hockey Association fece approdare l'hockey professionistico nei maggiori centri canadesi come Ottawa, Québec, Winnipeg, Edmonton e successivamente Calgary. Il 27 dicembre 1971 fu ufficializzata la creazione a Winnipeg di una delle franchigie fondatrici della lega, grazie all'interessamento dell'imprenditore Ben Hatskin. Il nome della squadra fu scelto in onore degli omonimi Winnipeg Jets, squadra della Western Canada Hockey League.
Il primo acquisto dei Jets fu Norm Beaudin, mentre la prima stella di valore fu Bobby Hull. L'acquisto di Hull, in parte finanziato dalle altre formazioni della WHA, fu visto come il tentativo di legittimare il ruolo di antagonista della neonata lega
nei confronti della National Hockey League.
I Jets furono inoltre riconosciuti come la prima squadra di hockey nordamericana interessata a ricercare talenti anche nell'ambito dell'hockey europeo. Le fortune di Winnipeg si dovettero anche agli acquisti degli attaccanti svedesi Anders Hedberg e Ulf Nilsson, che insieme al compagno di linea Hull diventarono una delle linee d'attacco più famose e vincenti della WHA, soprannominata "the Hot Line" ("la linea calda"); in difesa un altro rinforzo proveniente dalla Svezia fu Lars-Erik Sjoberg, per tre stagioni anche capitano della squadra. Insieme ad altri elementi scandinavi come Willy Lindstrom, Kent Nilsson e Veli-Pekka Ketola, i Jets furono il team più vincente nella breve storia della WHA. In sette stagioni raggiunsero cinque finali, con tre successi dell'Avco World Trophy, inclusa l'ultima vittoria contro gli Edmonton Oilers di Wayne Gretzky.
Un altro risultato di rilievo per i Jets fu il successo per 5–3 contro la nazionale dell'Unione Sovietica il 5 gennaio 1978, rendendo così i Jets la prima squadra di club in grado di sconfiggere la nazionale sovietica.

### L'era NHL (1979-1996)

Il secondo logo di Winnipeg, introdotto nel 1973 ed usato dal 1979 al 1990.

Nel 1979 la maggior parte delle formazioni della WHA furono dissolte, tuttavia i Jets furono in grado di essere assorbiti da parte della NHL. Nell'atto della fusione la squadra in un draft apposito dovette cedere tre dei suoi migliori cannonieri, il cuore della squadra capace di vincere l'ultimo titolo della WHA. Su 21 squadre furono inoltre costretti a selezionare solo la 18ª scelta. Nel draft i Jets opzionarono il difensore Scott Campbell, il quale aveva dimostrato il proprio valore nella stagione precedente. Tuttavia nel corso dell'intero campionato Campbell soffrì di asma cronico, aggravato dalle condizioni climatiche di Winnipeg.
Con il roster decimato i Jets nelle due stagioni successive conclusero nelle ultime posizioni del campionato, facendo segnare la peggior stagione di sempre nel corso dell'annata 1980–81, con soli 9 successi in 80 partite. Dall'altra parte l'altra finalista dell'Avco Cup del 1979, gli Oilers, stava dimostrando di essere una delle formazioni più solide della lega degli anni 1980.
Le prime due stagioni disastrose dei Jets permisero di ottenere ottime scelte ai draft; nel 1981 selezionarono il futuro membro della Hall of Fame Dale Hawerchuk come prima scelta assoluta, dopo aver scelto l'anno prima in seconda posizione Dave Babych. A metà del decennio la squadra crebbe di livello grazie al contributo di Hawerchuk, Thomas Steen, Paul MacLean, Randy Carlyle, Laurie Boschman, Doug Smail e David Ellett.
Guidati da Hawerchuk, Steen, Babych e Carlyle, i Jets ritornarono nell'ambiente dei play-off, raggiunti 11 volte nel corso dei 15 campionati successivi. Tuttavia i successi delle stagioni regolari non si ripeterono nel corso dei playoff, questo poiché erano inseriti nella stessa divisione degli Oilers e dei Calgary Flames, le due migliori squadre della National Hockey League a metà degli anni ottanta. A causa della struttura dei playoff in quel periodo, i Jets per potersi qualificare alle finali della Clarence Campbell Conference avrebbero dovuto battere o gli Oilers o i Flames oppure entrambe. Nella stagione 1984–85, conclusa con il quarto miglior record dell'intero campionato (dietro solo a Philadelphia, Edmonton e Washington), i Jets furono in grado di battere in quattro incontri i Flames, tuttavia nella finale di division furono spazzati via dai futuri vincitori della Stanley Cup, gli Oilers di Gretzky. Winnipeg ed Edmonton fra il 1983 ed il 1990 si affrontarono per ben sei volte; gli Oilers non solo vinsero ogni serie, ma concedettero ai Jets solo quattro partite. Per cinque volte (1984, 1985, 1987, 1988 e 1990) gli Oilers si sarebbero aggiudicati la vittoria della Stanley Cup. Nel 1987 vi fu l'ultimo successo di una serie di playoff da parte di Winnipeg, in grado di battere Calgary al primo turno.

#### Trasferimento a Phoenix

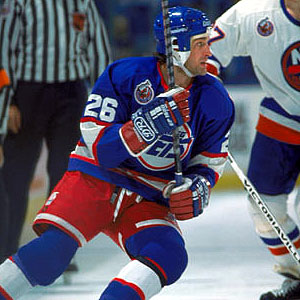
Dean Kennedy con la maglia dei Jets

Con la generale espansione della NHL sul territorio degli Stati Uniti, i costi di gestione ed i salari crebbero rapidamente; tale sviluppo penalizzò soprattutto le franchigie canadesi. Con il tasso di cambio che nel 1996 sfiorava $1,40 dollari canadesi per ogni dollaro statunitense, le squadre canadesi furono costrette a pagare gli stipendi in dollari americani, mentre gli introiti restavano in dollari canadesi. Winnipeg accusò in modo particolare questo colpo, anche perché era il secondo bacino più piccolo della lega (il più piccolo in assoluto dopo che nel 1995 i Québec Nordiques si trasferirono a Denver). Nonostante un seguito costante da parte del pubblico, furono posti seri dubbi sulla possibilità di mantenere la sede della franchigia a Winnipeg.
Furono vagliate diverse opzioni per cercare di salvare la squadra, tuttavia i tentativi di trovare imprenditori del luogo disposti a rilevare la squadra furono inutili. Dopo un ultimo tentativo con un gruppo di investitori chiamato "Spirit of Manitoba", rivelatosi poi invano, il proprietario Barry Shenkarow vendette la squadra a Steven Gluckstern e Richard Burke. Burke e Gluckstern originariamente pensarono di trasferire la franchigia in Minnesota (dove i North Stars nel 1993 si erano trasferiti a Dallas), ma alla fine strinsero un accordo con l'uomo d'affari di Phoenix Jerry Colangelo, con il quale si accordarono di spostare la squadra in Arizona con il nome di Phoenix Coyotes. I Winnipeg Jets giocarono la loro ultima partita il 28 aprile 1996, con una sconfitta casalinga ai play-off contro i Detroit Red Wings per 4-1. Norm Maciver segnò l'ultima rete della storia dei Jets.
Nel corso della loro storia i Jets ritirarono due numeri: il numero 9 di Bobby Hull ed il 25 di Thomas Steen. Entrambi i numeri sono affissi alla Jobing.com Arena di Phoenix con gli antichi colori della squadra: blu, rosso e bianco. Il numero 10 di Dale Hawerchuk invece, aggiunto nel 2006, segue lo schema dei Coyotes: rosso, bianco e nero. Un'altra tradizione conservatasi dopo il trasferimento in Arizona è quello del "white-out", con cui i tifosi negli incontri di playoff si vestono rigorosamente di bianco.
La maglia di Bobby Hull fu per un breve periodo riutilizzata nel periodo di permanenza con i Coyotes del figlio Brett. Brett vestì la maglia del padre fino al 15 ottobre 2005, quando la divisa numero 9 fu definitivamente ritirata. Gli unici giocatori ancora in attività nella NHL nel 2011, anno di rinascita dei nuovi Winnipeg Jets, con trascorsi nella vecchia squadra sono il russo Nikolaj Chabibulin degli Edmonton Oilers, il finlandese Teemu Selänne degli Anaheim Ducks ed il capitano dei Coyotes Shane Doan. Doan è inoltre l'unico a non essersi mai trasferito da Phoenix dopo l'approdo della franchigia nel 1996.

## I nuovi Winnipeg Jets

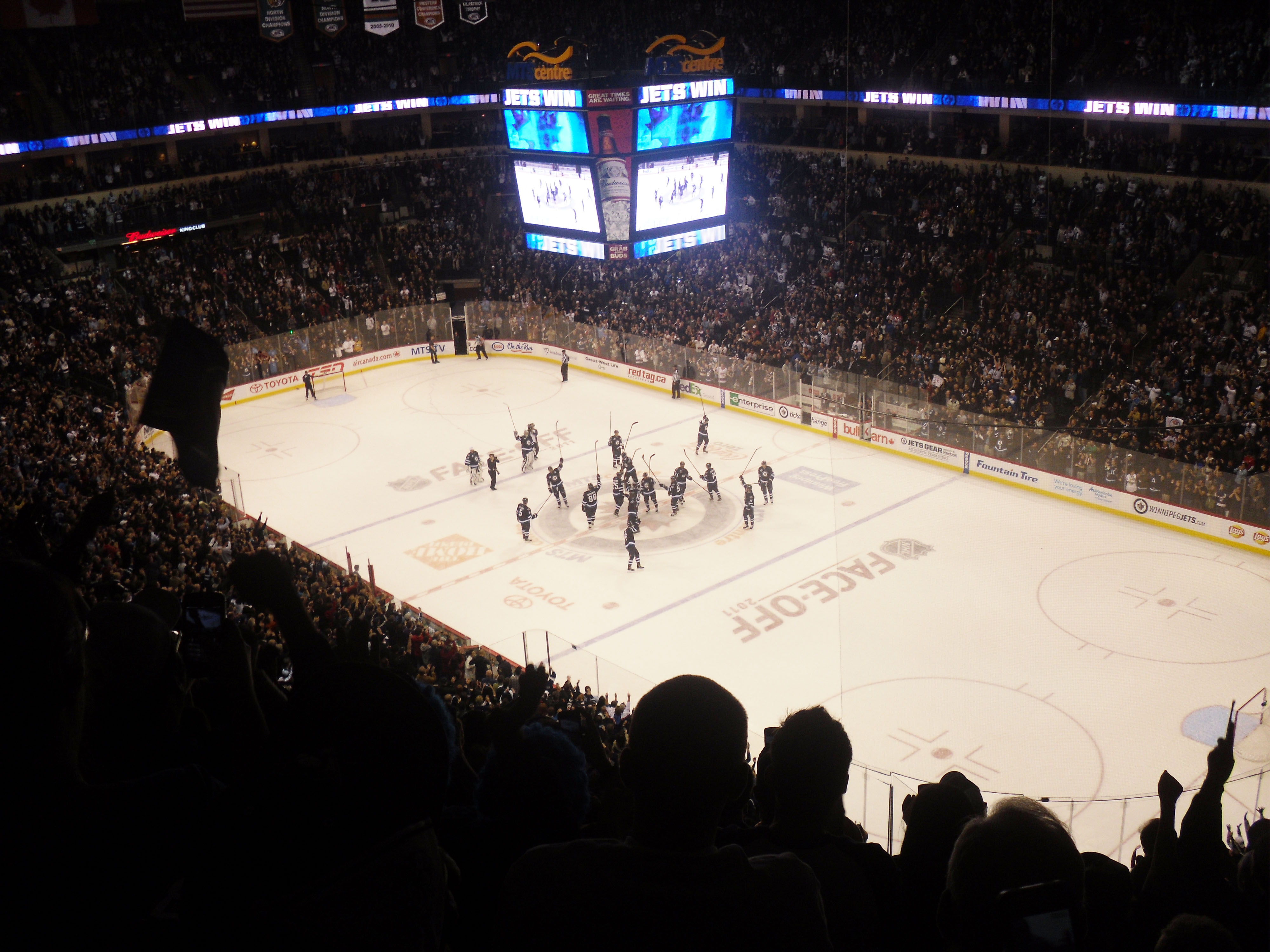
Festeggiamenti per il primo successo interno dei Jets al MTS Centre.

Il 31 maggio 2011 la True North Sports and Entertainment annunciò di aver raggiunto un accordo per l'acquisizione degli Atlanta Thrashers con l'Atlanta Spirit LLC, con l'intenzione di trasferire la franchigia a Winnipeg, nel Manitoba. Il trasferimento fu approvato dal Board of Governors della National Hockey League il 21 giugno.. L'opinione pubblica spinse i proprietari a mantenere il nome originale dei "Winnipeg Jets", così come fu annunciato poco prima dell'inizio dell'NHL Entry Draft del 2011. La storia dei Jets originali, i record, i numeri ritirati e le statistiche rimasero tuttavia in possesso della franchigia dei Phoenix Coyotes.
La True North in precedenza aveva già espresso il proprio interesse nell'acquisizione degli stessi Phoenix Coyotes, in stato di bancarotta, con lo specifico intento di riportare la squadra a Winnipeg. Nonostante i tentativi falliti di acquisire i Coyotes, gli sforzi furono lodati dal commissario della NHL, ed in questo modo la True North fu la prima ad essere contattata quando emerse la questione del trasferimento dei Thrashers.
I Coyotes ed i Jets nel corso della stagione 2011-2012 si sono sfidati due volte, la prima il 15 ottobre 2011 alla Jobing.com Arena di Glendale, la seconda il 1º dicembre con Coyotes impegnati contro i Jets presso l'MTS Centre di Winnipeg.

## Giocatori

### Prime scelte al Draft
- Ron Andruff (11ª scelta) (1973)
- Randy Andreachuk (7ª scelta) (1974)
- Brad Gassoff (8ª scelta) (1975)
- Thomas Grandin (9ª scelta) (1976)
- Ron Duguay (3ª scelta) (1977)
- Jimmy Mann (19ª scelta) (1979)
- Dave Babych (2ª scelta) (1980)
- Dale Hawerchuk (1ª scelta) (1981)
- Jim Kyte (12ª scelta) (1982)
- Andrew McBain (8ª scelta) (1983)
- Bobby Dollas (14ª scelta) (1983)

- Ryan Stewart (18ª scelta) (1985)
- Pat Elynuik (8ª scelta) (1986)
- Bryan Marchment (16ª scelta) (1987)
- Teemu Selänne (10ª scelta) (1988)
- Stu Barnes (4ª scelta) (1989)
- Keith Tkachuk (19ª scelta) (1990)
- Aaron Ward (5ª scelta) (1991)
- Sergej Bautin (17ª scelta) (1992)
- Mats Lindgren (15ª scelta) (1993)
- Shane Doan (7ª scelta) (1995)

### Capitani
- Ab McDonald (1972-1974)
- Dan Johnson (1974-1975)
- Lars-Erik Sjöberg (1975-1978)
- Barry Long (1978-1979)
- Lars-Erik Sjöberg (1979-1980)
- Morris Lukowich (1980-1981)
- Dave Christian (1981-1982)
- Lucien DeBlois (1982-1984)

- Dale Hawerchuk (1984-1990)
- Thomas Steen (1989-1991)
- Randy Carlyle (1989-1991)
- Troy Murray (1991-1993)
- Dean Kennedy (1993)
- Keith Tkachuk (1993-1995)
- Kris King (1995-1996)

### Membri della Hockey Hall of Fame
- Dale Hawerchuk
- Bobby Hull
- Serge Savard

### Maglie ritirate
| Maglie ritirate dai Winnipeg Jets |              |       |           |                  |
| N°                                | Giocatore    | Ruolo | Anni      | Ritiro           |
| 9                                 | Bobby Hull   | AS    | 1972-1980 | 19 febbraio 1989 |
| 25                                | Thomas Steen | AD    | 1979-1990 | 6 maggio 1995    |

## Allenatori
Di seguito l'elenco di allenatori dall'anno della fondazione.
- Bobby Hull (1972-1974)
- Rudy Pilous (1974-1975)
- Bobby Kromm (1975-1977)
- Larry Hillman (1977-1979)
- Tom McVie (1979-1980)
- Bill Sutherland (1980-1981)
- Mike Smith (1981)
- Tom Watt (1981-1983)

- Barry Long (1983-1986)
- John Ferguson (1986)
- Dan Maloney (1986-1989)
- Rick Bowness (1989)
- Bob Murdoch (1989-1991)
- John Paddock (1991-1995)
- Terry Simpson (1995-1996)

## Palmarès

### Premi di squadra
- Avco World Trophy: 3

1975-1976, 1977-1978, 1978-1979
- Titoli di Division: 3

1972-1973, 1975-1976, 1977-1978

### Premi individuali
- Calder Memorial Trophy: 2

Dale Hawerchuk: 1981-1982
Teemu Selänne: 1992-1993
- Dennis A. Murphy Trophy: 1

Lars-Erik Sjöberg: 1977-1978
- Gary L. Davidson Award: 2

Bobby Hull: 1972-1973, 1974-1975
- King Clancy Memorial Trophy: 1

Kris King: 1995-1996
- Lou Kaplan Trophy: 2

Anders Hedberg: 1974-1975
Kent Nilsson: 1977-1978
- Paul Deneau Trophy: 1

Kent Nilsson: 1978-1979
- Robert Schmertz Memorial Trophy: 1

Robert Kromm: 1975-1976
- WHA Playoff MVP: 3

Ulf Nilsson: 1975-1976
Robert Guindon: 1977-1978
Rich Preston: 1978-1979

## Record e statistiche

### Migliori marcatori
Questi sono i migliori dieci giocatori per punti ottenuti, gol segnati ed assist forniti nella storia della franchigia.

Note: Pos = Posizione; PG = Partite giocate; G = Gol; A = Assist; Pts = Punti; P/G = Punti per gara
| Giocatore       | Pos | PG  | G   | A   | Pts | P/G  |
| Dale Hawerchuk  | C   | 713 | 379 | 550 | 929 | 1,30 |
| Thomas Steen    | AD  | 950 | 264 | 553 | 817 | 0,86 |
| Bobby Hull      | AS  | 429 | 307 | 341 | 648 | 1,51 |
| Paul MacLean    | AD  | 527 | 248 | 270 | 518 | 0,98 |
| Ulf Nilsson     | C   | 300 | 140 | 344 | 484 | 1,61 |
| Andres Hedberg  | AD  | 286 | 236 | 222 | 458 | 1,60 |
| Willy Lindström | AD  | 604 | 220 | 229 | 449 | 0,74 |
| Morris Lukowich | AS  | 511 | 233 | 211 | 444 | 0,87 |
| Doug Smail      | AS  | 691 | 189 | 208 | 397 | 0,57 |
| Peter Sullivan  | AS  | 439 | 153 | 224 | 393 | 0,90 |

| Giocatore       | Pos | G   |
| Dale Hawerchuk  | C   | 379 |
| Bobby Hull      | AS  | 307 |
| Thomas Steen    | AD  | 264 |
| Paul MacLean    | AD  | 248 |
| Andres Hedberg  | AD  | 236 |
| Morris Lukowich | AS  | 233 |
| Willy Lindström | AD  | 220 |
| Doug Smail      | AS  | 189 |
| Peter Sullivan  | AS  | 153 |
| Laurie Boschman | C   | 152 |

| Giocatore        | Pos | A   |
| Thomas Steen     | AD  | 553 |
| Dale Hawerchuk   | C   | 550 |
| Ulf Nilsson      | C   | 344 |
| Bobby Hull       | AS  | 341 |
| Paul MacLean     | AD  | 270 |
| Fredrik Olausson | D   | 249 |
| Dave Babych      | D   | 248 |
| Willy Lindström  | AD  | 229 |
| Laurie Boschman  | C   | 227 |
| Randy Carlyle    | D   | 226 |

### Record stagionali
- Maggior numero di gol in una stagione: Teemu Selänne, 76 (1992-93)
- Maggior numero di assist in una stagione: Phil Housley, 79 (1992-93)
- Maggior numero di punti in una stagione: Teemu Selänne, 132 (1992-93)
- Maggior numero di minuti di penalità in una stagione: Tie Domi, 347 (1993-94)
- Maggior numero di punti in una stagione per un difensore: Phil Housley, 97 (1992-93)
- Maggior numero di punti in una stagione per un rookie: Teemu Selänne, 132 (1992-93)
- Maggior numero di gare vinte per un portiere: Brian Hayward e Bob Essensa, 33 (1984-85 e 1992-93)

## Squadre affiliate
Nel corso della loro storia i Winnipeg Jets ebbero alcune squadre affiliate:
- Livello AAA

 Tulsa Oilers, CHL (1979–1982)
 Sherbrooke Jets, AHL (1982–1984)
 Sherbrooke Canadiens, AHL (1984–1987)
 Moncton Hawks, AHL (1987–1994)
 Springfield Falcons, AHL (1994–1996)
- Livello AA

 Dayton Gems, IHL (1979-1980)
 Fort Wayne Komets, IHL (1980-1987)
 Richmond Rifles, EHL (1980-1981)